# Valle Sagrado de los Incas

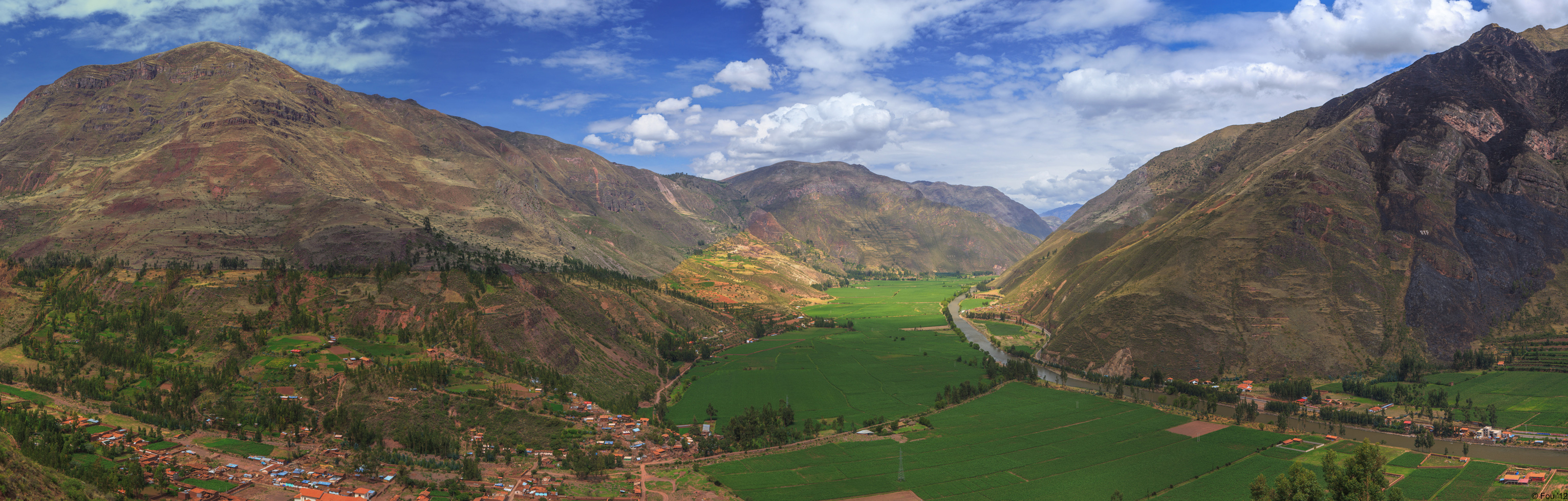
El Valle Sagrado de los Incas.

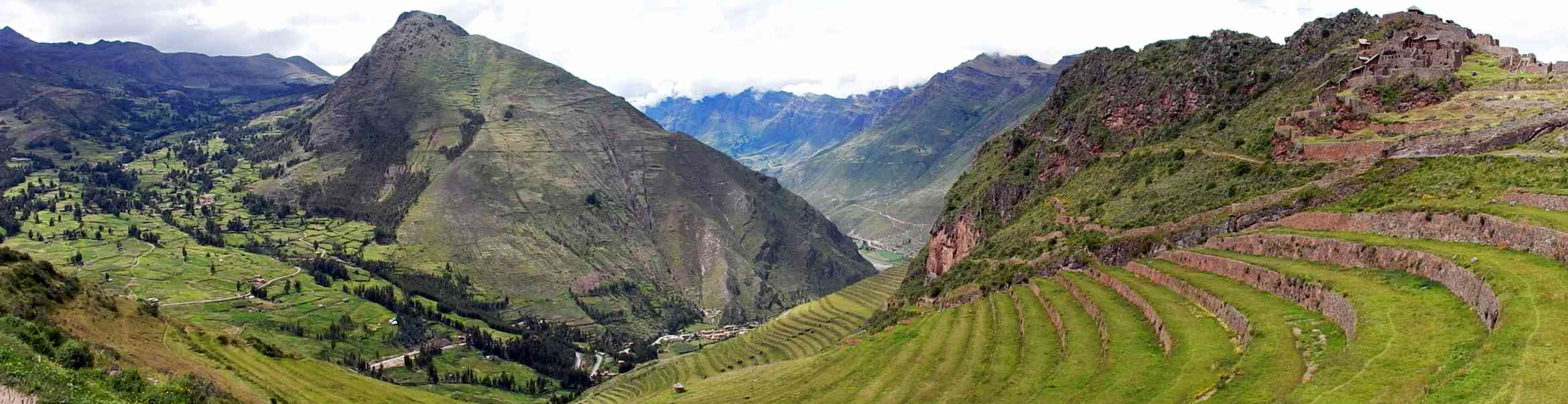
Andenería en Písac.

El Valle Sagrado de los Incas, en los Andes peruanos y ceja de selva, está compuesto por numerosos ríos que descienden por quebradas y pequeños valles; posee numerosos monumentos arqueológicos y pueblos indígenas. De las provincias de Urubamba y Calca. 
Este valle fue muy apreciado por los incas debido a sus especiales cualidades geográficas y climáticas. Fue uno de los principales puntos de producción por la riqueza de sus tierras y lugar en donde se produce el mejor grano de maíz en el Perú. 
El 22 de junio de 2006 mediante Resolución Directoral Nacional 988/INC fue declarado Patrimonio Cultural de la Nación en la categoría Paisaje Cultural Arqueológico e Histórico al Valle Sagrado de los Incas ubicado entre las provincias: Calca, Urubamba, Paucartambo, Anta y Quispicanchi.

## Descripción
En el Valle Sagrado de los Incas se diseminan hermosos pueblos coloniales que se crearon, y que hoy muestran su mestizaje en arquitectura, arte y cultura viva. Allí se encuentran los poblados de Chinchero y sus tejedoras, Písac y su feria artesanal, Urubamba y su cosmopolitismo, Ollantaytambo, con su fortaleza y su pueblo inca vivo. Y Maras Moray con sus deslumbrante Salinaras, en estos territorios, del Valle Sagrado, diversas comunidades han creado productos de turismo rural y Turismo vivencial que asombran a propios y extraños. Cada uno de ellos es un mundo en sí mismo, y en conjunto, componen una forma inédita de conocer la región más tradicional de los Andes sudamericanos.

## Clima
El Valle sagrado de los Incas comprende el noreste de Cusco, y tiene una altura de 2000 a 2800 m s. n. m. (metros sobre el nivel del mar). Por ello, el valle tiene el mejor clima de toda la región del Cusco, que varía durante el día entre 22 y 25 °C, y por las noches llega a estar desde los 10 hasta los 8 °C.

## Ubicación
El Valle Sagrado de los Incas está comprendido entre las poblaciones de Písac y Ollantaytambo, paralelo al río Vilcanota. Se puede acceder a él desde la ciudad del Cusco.

### Písac

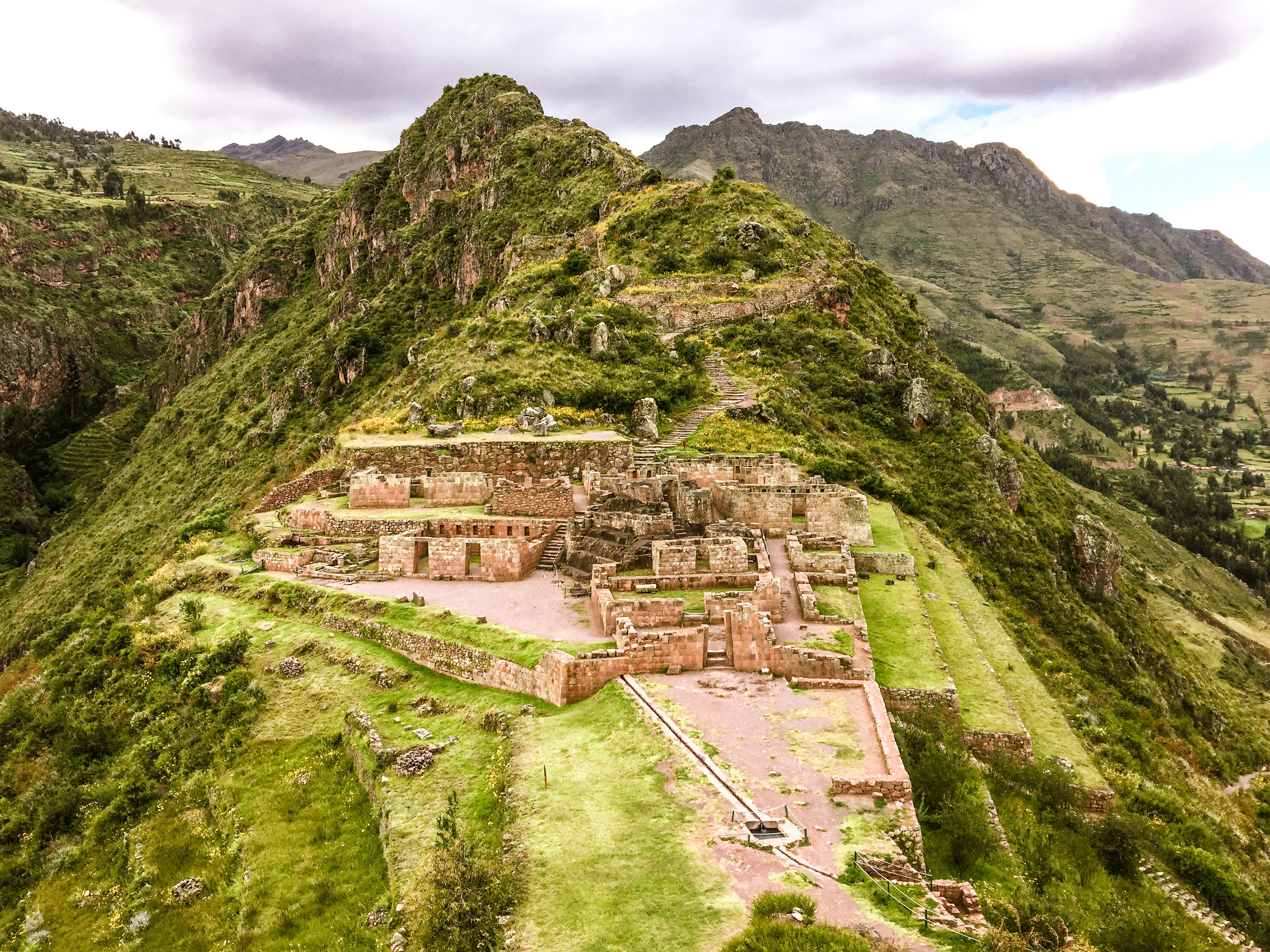
Restos arquitectónicos en el Valle Sagrado.

La plaza principal de Písac es un lugar entretenido lleno de colorido y con diversos artículos a la venta. Este pueblo es famoso por su observatorio astronómico. Písaq es un pueblo mestizo construido sobre restos indígenas por el virrey Francisco Álvarez de Toledo. En Písaq se puede asistir a una misa en quechua en medio de indígenas y varayocs o alcaldes regionales. Igualmente, se puede comprobar cómo los agrónomos incas resolvieron el problema de sembrar en las pendientes de los cerros.
En el mercado típico se puede observar como los campesinos que asisten de distintas comunidades siguen usando el sistema de trueque.

### Cementerio precolombino
En las cumbres de Písac quedan los restos de un cementerio precolombino, probablemente el más grande encontrado en América.

### Sacsayhuamán
Sacsayhuamán o Saqsahuma se encuentra a 3490 m s. n. m. y es un centro arqueológico muy importante por constar de muchas construcciones en roca caliza la cual es una de las rocas más duras de acuerdo a la escala de MOHS.

### Qenko

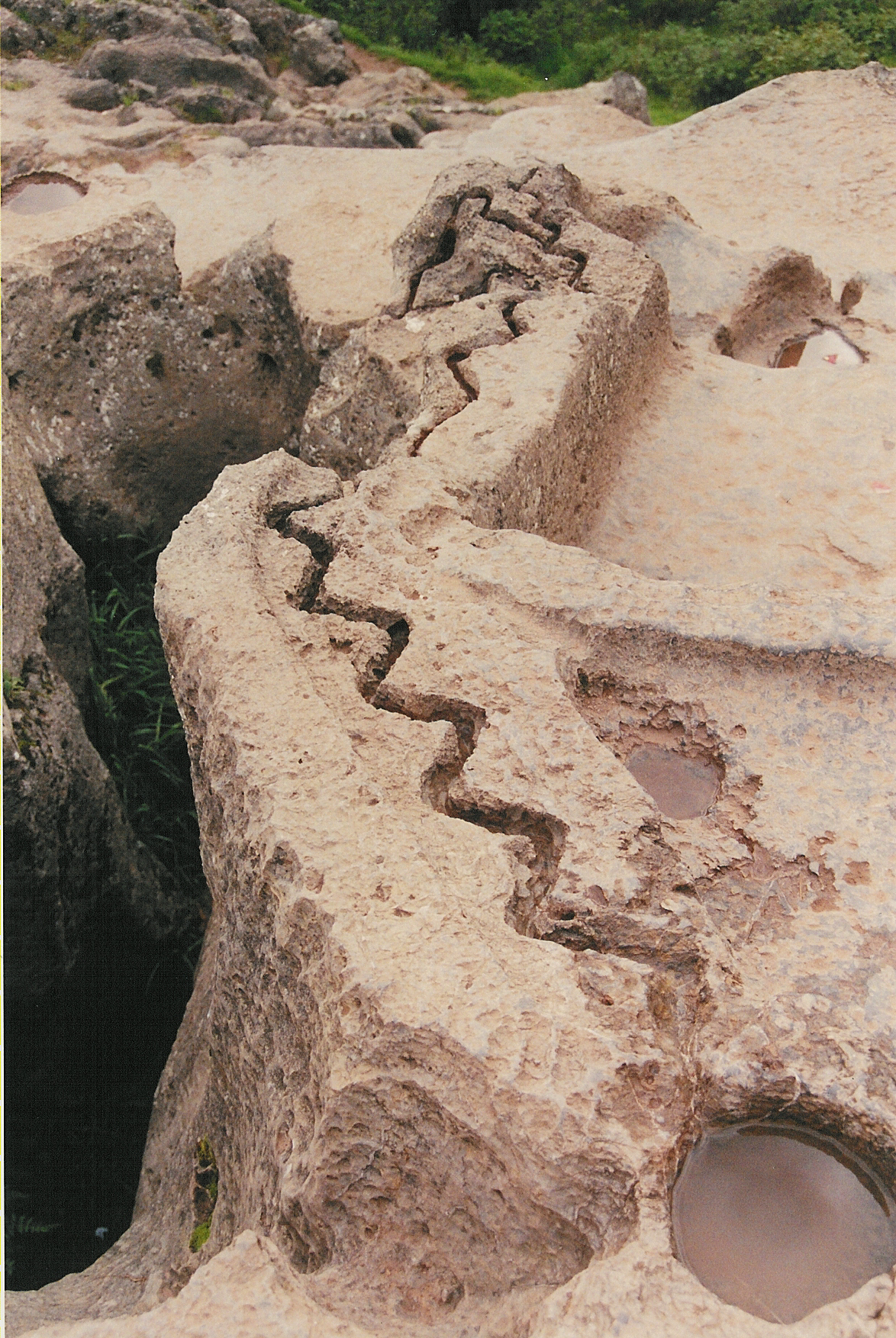
Qenko: Canal en zigzag.

El laberinto de Qenko con sus canales en zigzag y su piedra muda al centro como un ara frente a la que posiblemente se prosternaban los adoradores del Sol y de la madre Tierra.

### Tambomachay
Tambomachay o Tampumachay es conocido por sus canales y caídas de agua que demuestran los avances de los arquitectos y de los ingenieros hidráulicos incaicos. Tambomachay se consideró un centro de culto y homenaje al agua.

### Chinchero
Es un pueblo que también conserva el estilo de la época. Allí se ubica la zona turística para comprar objetos, vestimentas, accesorios, etc.

### Maras
La importancia de este pueblo se origina por la extracción de sal. Desde la época de los Incas fue muy importante por el mineral, indispensable para el consumo humano. En la época de la Colonia continuó su importancia, se demuestra en la numerosa Comunidad Jesuita instalada en la zona: Al día de hoy se pueden apreciar las hermosas portadas talladas en las casas que pertenecieron a los sacerdotes.
De igual forma se encuentran las hermosas ruinas de Moray. Según los entendidos fue un centro de experimentación de cultivos usado por los Incas para la aclimatación de producto traídos de otras zonas.

### Moray
Aquí se pueden ver cuatro construcciones de piedra circulares concéntricas formando una especie de anillos que se van ensanchando mientras ascienden. Sus construcciones están sostenidas por recios muros de piedra; alrededor de la construcción principal se pueden observar andenes que forman una especie de herraje. Hay quienes opinan que estas construcciones pueden haber servido como terrazas o anfiteatros para ceremonias cívico-religiosas y no solamente para utilización agrícola.

### Ollantaytambo

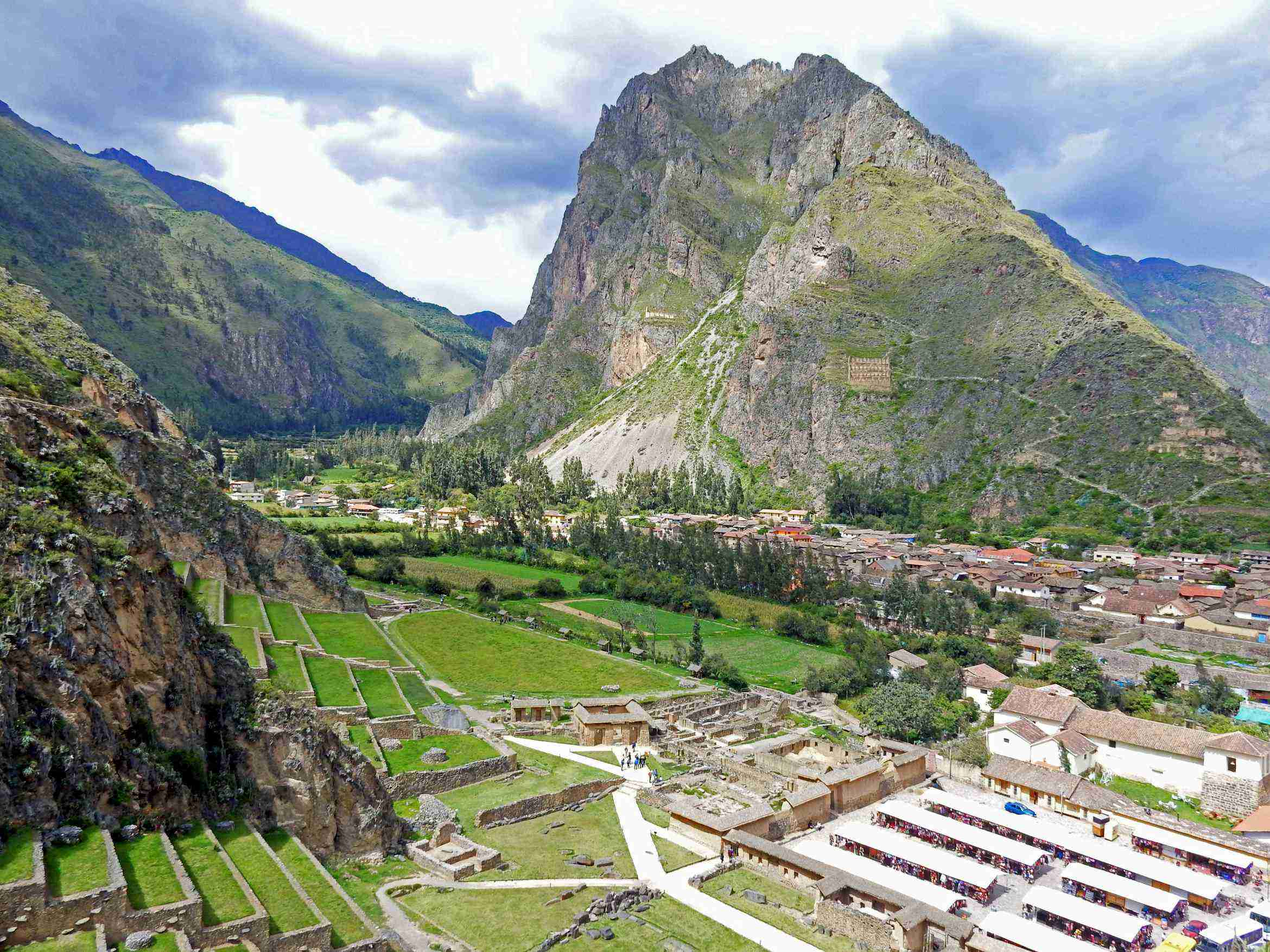
Vista de Ollantaytambo.

La zona arqueológica de Ollantaytambo es otra obra monumental de la arquitectura incaica. Ha sido construida sobre dos montañas en un lugar estratégico que domina todo el valle. Constituyó un complejo militar, religioso, administrativo y agrícola.
El ingreso se realiza por una puerta llamada Punku-punku, hecha de piedra y doble jamba imperial. Es el ingreso a una ciudad con una leyenda de prestigio. Hay que empezar a subir unas escalinatas rigurosamente bien trazadas y arriba está la obra maestra de los arquitectos y picapedreros incas.
Ollantaytambo es la única ciudad inca que se conserva casi intacta y sus casas sirven aún como viviendas donde moran sus descendientes. El diseño de la ciudad, sus ejes, su estructura urbanística, la belleza de los volúmenes y sus juegos de la luz y la sombra atraen al visitante.
En el templo principal tiene un frontis con seis monolitos de granito rosado traídos desde otro lugar y perfectamente ensamblados en la piedra.

### Sembradíos en pendientes
Con pendientes de 45 grados, los incas encontraron la solución para sus sembríos en Pisaq y otros lugares: Los andenes. Estas obras de ingeniería agrícola son terrazas de dos o tres metros de ancho que acondicionaron para sembrar. Los andenes están diseñados tan armoniosamente que se pueden apreciar combinaciones de semicírculos concéntricos en las laderas de los cerros.

### La conquista del valle
Los pobladores más notables de la antigüedad fueron los Ayarmacas, gentes provenientes del Altiplano, quienes se asentaron en el valle, cerca de Ollantaytambo, en busca de mejores tierras para el cultivo. Los cronistas se refieren a este pueblo como los tampus y estaban emparentados con los incas en lengua y cultura, lo que les permitió conservar cierta independencia, que conservaron hasta la llegada del Inca Pachacútec, quien los conquistó, anexando a su imperio el valle de Tambo , como se llamaba en ese tiempo.
La segunda conquista del valle, esta vez por las manos españolas, en 1536, convirtió al lugar en escenario de capítulos sangrientos de la historia del Perú, cuando la rebelión de Manco Inca, el último gobernante del Tahuantinsuyu, quien fue impuesto por los conquistadores como un rey-títere. Al enterarse de ello, Manco Inca decidió sublevarse y se atrincheró en Ollantaytambo, desde donde puso en jaque a las tropas españolas durante 50 años.

### Machu Picchu
Del quechua sureño machu pikchu ("Montaña Piramidal Vieja") es el nombre contemporáneo que se da a una llaqta (antiguo poblado incaico) de piedra construida principalmente a mediados del siglo XV en el promontorio rocoso que une las montañas Machu Picchu y Huayna Picchu en la vertiente oriental de los Andes Centrales, al sur del Perú. Su nombre original habría sido Picchu o Picho.  
Según documentos de mediados del siglo XVI, Machu Picchu habría sido una de las residencias de descanso de Pachacútec (primer emperador inca, 1438-1470). Sin embargo, algunas de sus mejores construcciones y el evidente carácter ceremonial de la principal vía de acceso a la llaqta demostrarían que esta fue usada como santuario religioso. Ambos usos, el de palacio y el de santuario, no habrían sido incompatibles. Algunos expertos parecen haber descartado, en cambio, un supuesto carácter militar, por lo que los populares calificativos de "fortaleza" o "ciudadela" podrían haber sido superados

## Turismo de aventura
El variado y original decorado de las montañas coronadas de nieve, las praderas florecidas, las profundas y azules lagunas con una original flora y fauna hacen del Valle la base principal para el turismo aventura en América del Sur. 
El río Urubamba pasa por Písac. En esta zona el río no es muy caudaloso, algunas veces llegando a tener unos 25 m de ancho y, aunque es manso en casi todo su curso, hay sectores torrentosos utilizados por los turistas intrépidos para realizar canotaje.